# Acraea connexa
Acraea connexa är en fjärilsart som beskrevs av Friedrich Thurau 1903. Acraea connexa ingår i släktet Acraea och familjen praktfjärilar. Inga underarter finns listade i Catalogue of Life.